# Pelmeni
Pelmeni er en russisk, oprindelig sibirisk ret. 
Den laves ved, at man laver ruller af dej af mel, æg, vand og salt. Derefter laver man cirkler ud af dejen og lægger en klat med krydret køddej i midten og pakker fyldet ind, så resultatet ligner ravioli. Dejen klemmes sammen langs kanten. 
Ordet pelmeni kommer fra komi og betyder brødører. Man bruger ofte madolie til pelmeni og drysser det med frisk, grøn dild eller lignende.
| Mad og drikke | Spire Denne artikel om mad og drikke er en spire som bør udbygges. Du er velkommen til at hjælpe Wikipedia ved at udvide den. |